# 姆布魯庫亞 (科連特斯省)
28°3′S 58°14′W / 28.050°S 58.233°W
姆布魯庫亞（西班牙語：Mburucuyá），是阿根廷的城鎮，位於該國北部科連特斯省，是姆布魯庫亞縣的首府，距離科連特斯148公里，始建於1832年8月16日，海拔高度70米，2010年人口6,972。